# John Ene Okon
John Ene Okon (Calabar, 15 de marzo de 1969-ibídem, 15 de marzo de 2016) fue un futbolista nigeriano que jugaba en la demarcación de centrocampista.

## Selección nacional
Jugó un total de seis partidos con la selección de fútbol de Nigeria, donde hizo su debut el 11 de octubre de 1987 en un partido de la Copa Mundial de Fútbol Juvenil de 1987 contra Brasil, perdiendo el encuentro por 4-0. Su segundo partido con la selección, en el mismo campeonato, anotó su primer y único gol con la selección, contra Canadá. Además disputó dos partidos para la clasificación para la Copa Africana de Naciones 1990 y uno de la Copa Africana de Naciones 1992, donde quedó en tercer lugar tras jugar el partido de tercer y cuarto puesto contra Camerún y ganar por 2-1.

### Partidos internacionales

#### Sub-20
| 1 | 11-10-1987 | Estadio Municipal, Concepción, Chile | Brasil  | 4-0 | Nigeria |  | Copa Mundial Juvenil de 1987 |
| 2 | 15-10-1987 | Estadio Municipal, Concepción, Chile | Nigeria | 2-2 | Canadá  |  | Copa Mundial Juvenil de 1987 |
| 3 | 18-10-1987 | Estadio Municipal, Concepción, Chile | Italia  | 2-0 | Nigeria |  | Copa Mundial Juvenil de 1987 |

#### Absoluta
| 1 | 15-4-1989 | 28 de Septiembre, Conakri, Guinea | Guinea  | 1-1 | Nigeria | Clasificación de la Copa Africana de Naciones 1990 |
| 2 | 22-4-1989 | 28 de Septiembre, Conakri, Guinea | Nigeria | 3-0 | Guinea  | Clasificación de la Copa Africana de Naciones 1990 |
| 3 | 25-1-1992 | Obafemi Awolowo, Ibadán, Nigeria  | Nigeria | 2-1 | Camerún | Copa Africana de Naciones 1992                     |

## Clubes
| Club           | País    | Año         |
| -------------- | ------- | ----------- |
| BCC Lions      | Nigeria | 1987 - 1989 |
| Calabar Rovers | Nigeria | 1989 - 1994 |
| Sharks FC      | Nigeria | 1994 - ¿?   |
| Bridge Boys FC | Nigeria | ¿? - 1997   |
| Akwa United    | Nigeria | 1997 - 2004 |